# Centralny Zarząd Przemysłu Elektrotechnicznego
Centralny Zarząd Przemysłu Elektrotechnicznego – jednostka organizacyjna Ministerstwa Przemysłu Ciężkiego, powstała w celu koordynowania, nadzorowania, kontrolowania oraz sprawowania ogólnego kierownictwa na działalnością gospodarczą przedsiębiorstw państwowych lub będących pod zarządem państwowym.

## Powołanie Zarządu
Na podstawie zarządzenia Ministra Przemysłu i Handlu z 1948 r. wydane w porozumieniu z Ministrem Skarbu i Prezesem Centralnego Urzędu Planowania o utworzeniu Centralnego Zarządu Przemysłu Elektrotechnicznego ustanowiono Zarząd. Na podstawie zarządzenia Ministra Przemysłu Ciężkiego z 1949 r. w sprawie zmiany zarządzenia z 1948 r. o utworzeniu „Centralnego Zarządu Przemysłu Elektrotechnicznego” Zarząd przeszedł pod nadzór Ministra Przemysłu Ciężkiego. Powołanie Zarządu pozostawało w ścisłym związku z dekretem z 1947 r. o tworzeniu przedsiębiorstw państwowych.
Nadzór państwowy nad Zarządem sprawował Minister Przemysłu Ciężkiego.

## Powstanie Zarządu
Zarząd powstał w wyniku wydzielenia z administracji państwowej, jako przedsiębiorstwo państwowe, prowadzone w ramach narodowych planów gospodarczych oraz według zasad rozrachunku gospodarczego.

## Przedmiot działalności Zarządu
Przedmiotem działalności Zarządu było koordynowanie, nadzorowanie, kontrolowanie oraz ogólne kierownictwo działalności gospodarczej przedsiębiorstw państwowych lub będących pod zarządem państwowym, wymienionych w dołączonym do niniejszego zarządzenia wykazie.

## Rada Nadzoru Społecznego
Przy Zarządzie powołana była Rada Nadzoru Społecznego, której zakres działania, sposób powoływania i odwoływania jej członków, organizację i sposób wykonywania powierzonych czynności określi rozporządzenie Rady Ministrów.
Rada Nadzoru Społecznego miała charakter niezależnego organu nadzorczego, kontrolnego oraz opiniodawczego, podlegającego w swej działalności nadzorowi Prezydium Krajowej Rady Narodowej.

## Organ zarządzający Zarządem
Organem zarządzającym Zarządem była dyrekcja powoływana i zwalniana przez Ministra Przemysłu Ciężkiego i składająca się z dyrektora naczelnego, reprezentującego dyrekcję samodzielnie oraz z podległych dyrektorowi naczelnemu czterech dyrektorów.
Do ważności zobowiązań zaciąganych przez Zjednoczenie wymagane było współdziałanie, zgodnie z uprawnieniami przewidzianymi w statucie:
- dwóch członków dyrekcji łącznie,
- jednego członka dyrekcji łącznie z pełnomocnikiem handlowym w granicach jego pełnomocnictwa,
- dwóch pełnomocników handlowych łącznie w granicach ich pełnomocnictw.

## Wykaz przedsiębiorstw nadzorowanych
- Dolnośląskie Zakłady Wytwórcze Maszyn Elektrycznych – przedsiębiorstwo państwowe wyodrębnione z siedzibą we Wrocławiu[1].
- Zakłady Wytwórcze Maszyn Elektrycznych i Transformatorów – przedsiębiorstwo państwowe wyodrębnione z siedzibą w Żychlinie.
- Zakłady Wytwórcze Silników Elektrycznych – przedsiębiorstwo państwowe wyodrębnione z siedzibą w Cieszynie.
- Zakłady Wytwórcze Specjalnych Maszyn Elektrycznych – przedsiębiorstwo państwowe wyodrębnione z siedzibą w Katowicach.
- Zakłady Wytwórcze Transformatorów i Urządzeń Termotechnicznych – przedsiębiorstwo państwowe wyodrębnione z siedzibą w Łodzi.
- Krakowskie Zakłady Wytwórcze Materiałów Elektrotechnicznych – przedsiębiorstwo państwowe wyodrębnione z siedzibą w Krakowie.
- Pomorskie Zakłady Wytwórcze Materiałów Elektrotechnicznych – przedsiębiorstwo państwowe wyodrębnione z siedzibą w Bydgoszczy.
- Warszawskie Zakłady Wytwórcze Materiałów Elektrotechnicznych – przedsiębiorstwo państwowe wyodrębnione z siedzibą w Ożarowie.
- Będzińskie Zakłady Wytwórcze Materiałów Elektrotechnicznych – przedsiębiorstwo państwowe wyodrębnione z siedzibą w Będzinie.
- Śląskie Zakłady Wytwórcze Materiałów Elektrotechnicznych – przedsiębiorstwo państwowe wyodrębnione z siedzibą w Dziedzicach.
- Elektrotechniczne Zakłady Wytwórcze – przedsiębiorstwo państwowe wyodrębnione z siedzibą w Piastowie.
- Zakłady Wytwórcze Ogniw i Baterii – przedsiębiorstwo państwowe wyodrębnione z siedzibą w Poznaniu.
- Zakłady Wytwórcze Aparatów Wysokiego Napięcia – przedsiębiorstwo państwowe wyodrębnione z siedzibą w Warszawie.
- Łódzkie Zakłady Wytwórcze Aparatury Niskiego Napięcia – przedsiębiorstwo państwowe wyodrębnione z siedzibą w Łodzi.
- Zakłady Wytwórcze Przyrządów Pomiarowych – przedsiębiorstwo państwowe wyodrębnione z siedzibą we Włochach k/Warszawy.
- Zakłady Wytwórcze Sprzętu Instalacyjnego – przedsiębiorstwo państwowe wyodrębnione z siedzibą w Bydgoszczy.
- Zakłady Wytwórcze Aparatury Oświetleniowej – przedsiębiorstwo państwowe wyodrębnione z siedzibą Warszawa–Okęcie.
- Zakłady Wytwórcze Aparatury Precyzyjnej – przedsiębiorstwo państwowe wyodrębnione z siedzibą w Świdnicy.
- Pomorskie Zakłady Wytwórcze Aparatury Niskiego Napięcia – przedsiębiorstwo państwowe wyodrębnione z siedzibą w Toruniu.
- Zakłady Wytwórcze Urządzeń Telefonicznych – przedsiębiorstwo państwowe wyodrębnione z siedzibą w Warszawie.
- Zakłady Wytwórcze Aparatów Telefonicznych – przedsiębiorstwo państwowe wyodrębnione z siedzibą w Łodzi.
- Zakłady Wytwórcze Materiałów Teletechnicznych – przedsiębiorstwo państwowe wyodrębnione z siedzibą w Warszawie.
- Dolnośląskie Zakłady Wytwórcze Urządzeń Radiowych – przedsiębiorstwo państwowe wyodrębnione z siedzibą w Dzierżoniowie.
- Warszawskie Zakłady Wytwórcze Urządzeń Radiowych – przedsiębiorstwo państwowe wyodrębnione z siedzibą w Warszawie.
- Zakłady Wytwórcze Podzespołów Telekomunikacyjnych – przedsiębiorstwo państwowe wyodrębnione z siedzibą w Krakowie.
- Zakłady Wytwórcze Urządzeń Sygnalizacyjnych przedsiębiorstwo państwowe wyodrębnione z siedzibą w Wełnowcu.
- Zakłady Wytwórcze Lamp Elektrycznych – przedsiębiorstwo państwowe wyodrębnione z siedzibą w Warszawie.
- Centralne Biuro Konstrukcyjne Maszyn Elektrycznych – przedsiębiorstwo państwowe wyodrębnione z siedzibą w Katowicach.
- Centralne Biuro Konstrukcyjne Telekomunikacji – przedsiębiorstwo państwowe wyodrębnione z siedzibą w Warszawie.
- Centrala Zaopatrzenia Materiałowego Przemysłu Elektrotechnicznego – przedsiębiorstwo państwowe wyodrębnione z siedzibą w Warszawie.
- Południowe Zakłady Wytwórcze Silników Elektrycznych – przedsiębiorstwo państwowe wyodrębnione z siedzibą w Tarnowie.
- Górnośląskie Zakłady Maszyn Elektrycznych – przedsiębiorstwo państwowe wyodrębnione z siedzibą w Gliwicach.
- Zakłady Wytwórcze Silników Elektrycznych – przedsiębiorstwo państwowe wyodrębnione z siedzibą w Bielsku.
- Zakłady Wytwórcze Maszyn Elektrycznych „Świdnica” – przedsiębiorstwo państwowe wyodrębnione z siedzibą w Świdnicy.
- Zakłady Wytwórcze Sprzętu Teletechnicznego – przedsiębiorstwo państwowe wyodrębnione z siedzibą w Bydgoszczy.
- Zakłady Wytwórcze Aparatury Teletechnicznej – przedsiębiorstwo państwowe wyodrębnione z siedzibą w Radomiu.
- Zakłady Wytwórcze Głośników – przedsiębiorstwo państwowe wyodrębnione z siedzibą we Wrześni.
- Bialskie Zakłady Elektrotechniczne – przedsiębiorstwo państwowe wyodrębnione z siedzibą w Białej Krakowskiej.
- Łódzkie Zakłady Wytwórcze Aparatury Elektrycznej – przedsiębiorstwo państwowe wyodrębnione z siedzibą w Łodzi.
- Zakłady Wytwórcze Transformatorów – przedsiębiorstwo państwowe wyodrębnione z siedzibą w Mikołowie.
- Poznańskie Zakłady Elektrotechniczne – przedsiębiorstwo państwowe wyodrębnione z siedzibą w Poznaniu.
- Zakłady Wytwórcze Osprzętu Sieciowego – przedsiębiorstwo państwowe wyodrębnione z siedzibą w Kostuchnie.
- Śląskie Zakłady Aparatury Elektrycznej – przedsiębiorstwo państwowe wyodrębnione z siedzibą w Bielsku”.
- Gdańskie Zakłady Maszyn Elektrycznych – przedsiębiorstwo państwowe wyodrębnione z siedzibą w Gdańsku.